# 塔班·邓·盖
塔班·邓·盖（?年—）是一名南苏丹政治人物。2005年9月30日，他成为联合国的一名官员。南苏丹独立后，他曾担任南苏丹矿业部部长一职。2016年7月23日起，他成为南苏丹第二任南苏丹副总统。
在2010年4月的选举中，南苏丹的选举机构宣布塔班邓盖以137,662票获胜，击败获得63,561票的亚军安吉丽娜·特尼。
自2020年2月以来一直是联合政府中的南苏丹副总统之一。他曾担任南苏丹第二副总统，任期从2016年7月23日至2020年2月。在被任命为第一副总统之前，他曾担任矿业部长。

## 制裁措施
2020年1月，美国财政部宣布制裁塔班·邓·盖，因为宣称他参与了严重的侵犯人权行为，包括平民的失踪和死亡。 但是，邓反驳了他参与南苏丹任何人权虐待的指控，称自己是“热爱和平之人”。